# Chihiro Yamanaka
Chihiro Yamanaka (Kiryū) is een Japanse jazzpianiste.

## Biografie
Yamanaka speelt sinds 4-jarige leeftijd piano en won op 12-jarige leeftijd haar eerste grote prijs tijdens een talentenjacht in het Japanse Gunma. Ze studeerde aan de Royal Academy of Music in Londen en vervolgde haar studies aan het Berklee College of Music tot 2000. In 2001 bracht ze in Japan haar debuutalbum Living Without Friday uit. In 2010 verscheen Forever Begins bij Universal Records, dat zich in Japan plaatste op de nummer 1-positie van de jazzhitlijst. Ze woont intussen in New York, waar ze optredens had in de Carnegie Hall, het Kennedy Center en tijdens het JVC Jazz Festival New York. Verder concerteerde ze bij Umbria Jazz, het Tokyo Jazz Festival en in de Weense staatsopera.

## Onderscheidingen
Nog tijdens haar studietijd kreeg Yamanaka van het Amerikaanse jazztijdschrift DownBeat een 'Outstanding Performance Award' en kwam daarna zegevierend uit het door de International Association for Jazz Education georganiseerde concours 'Sisters in Jazz'. In 2005 werd ze gekozen tot «Best New Artist» door het Japanse Swing Journal. Haar album After Hours (2009) won een gouden plaat als bestverkochte jazzalbum van het jaar. Abyss uit 2007 werd album van het jaar bij de lezerspoll van het Swing Journal.

## Discografie
Albums
Atelier Sawano
- 2001: Living Without Friday
- 2002: When October Goes
- 2004: Madrigal

Universal Records
- 2005: Outside by the Swing
- 2006: Lach Doch Mal
- 2007: Abyss
- 2008: After Hours
- 2008: Bravogue
- 2009: Runnin’ Wild – Tribute To Benny Goodman
- 2010: Forever Begins
- 2011: Reminiscence

Videoalbums
- 2003: Leaning Forward (Atelier Sawano)
- 2007: Live In Tokyo (Universal Records)
- 2011: Live in New York (Universal Records)

- Bibliothèque nationale de France: cb160549265 (data)
- CiNii: DA17345084
- Gemeinsame Normdatei: 13550158X
- International Standard Name Identifier: 0000 0000 6239 9302
- Library of Congress Control Number: n2013024169
- MusicBrainz: 1b2eafe8-57ea-428a-bb1e-4c083904787b
- Système universitaire de documentation: 15741650X
- Virtual International Authority File: 80226587
- WorldCat: E39PBJB8pXHW6G6kh6gWHcP4v3